# Barnards stjärna
Barnards stjärna (Velox Barnardi / Barnards pilstjärna) är en stjärna i stjärnbilden Ormbäraren och uppvisar det största kända egenrörelsen (10,3″om året). Den upptäcktes 1916 av den amerikanske astronomen Edward Barnard.

## Inledning
Barnards stjärna ligger på nära 6 ljusårs avstånd och är den femte närmaste stjärnan. Bara solen och Alfa Centauri-systemets stjärnor ligger närmare jorden. Men Barnards stjärna är en röd dvärg, vilket gör den osynlig för blotta ögat trots närheten. Den visuella magnituden är +9,57.
På detta avstånd motsvarar stjärnans egenrörelse en relativ lateral hastighet på 90 km/s, och blåförskjutning i dess spektrum avslöjar en radiell hastighet på 110 km/s i solens riktning. Barnards stjärna närmar sig alltså solen med en betydande fart: den kommer att vara solen som närmast år 11 800, och därvid passera 3,8 ljusår från oss. Då kommer egenrörelsen att vara ungefär den dubbla jämfört med idag.
Barnards stjärna är en av de mest studerade röda dvärgarna på grund av dess närhet och gynnsamma läge för observation nära himmelsekvatorn. Historiskt sett har forskningen om Barnards stjärna varit inriktad på att mäta dess stjärnegenskaper, dess astrometri och även en finjustering av gränserna för möjliga exoplaneter. Även om Barnards stjärna är en gammal stjärna, uppkommer fortfarande stjärnflares. Ett av utbrotten observerades 1998.
Stjärnan har också varit föremål för en del kontroverser. Under ett decennium, från början av 1960-talet till början av 1970-talet, hävdade Peter van de Kamp att det fanns en eller flera gasjättar i omloppsbana runt stjärnan. Även om närvaron av små jordlika planeter runt Barnards stjärna fortfarande är en möjlighet, blev van de Kamps specifika påståenden om stora gasjättar motbevisade under mitten av 1970-talet.

## Översikt
Barnards stjärna är 7-12 miljarder år gammal och därmed betydligt äldre än solen som är 4,5 miljarder år gammal. Barnards stjärna kan vara en av de äldsta stjärnorna i Vintergatan.  Stjärnan har förlorat en stor del av sin rotationsenergi, och de periodiska små förändringar i dess ljusstyrka tyder på att den roterar ett varv på 130 dygn  (Solen roterar ett varv på 25 dygn). Med tanke på dess ålder, antogs Barnards stjärna länge vara vilande när det gällde stjärnaktivitet. Men år 1998 observerade astronomer ett intensivt stjärnutbrott, vilket överraskande visade att Barnards stjärna är en flarestjärna.  Barnards stjärna är en variabel stjärna med beteckningen V2500 Ophiuchi. År 2003 presenterades första detekterbara förändringen i den radiella hastigheten hos Barnards stjärna på grund av dess rörelse. Ytterligare variationer i den radiella hastigheten hos Barnards stjärna tillskrevs dess stjärnaktivitet. 

Avstånden till de närmaste stjärnorna från för 20000 år sedan till 80000 år in i framtiden

Egenrörelsen hos Barnards stjärna motsvarar en relativ sidohastighet på 90 km/s. De 10,3 bågsekunder som den årligen förflyttar sig uppgår till en fjärdedels grad under en människas livstid, ungefär hälften av fullmånens vinkeldiameter.

## Exoplanet

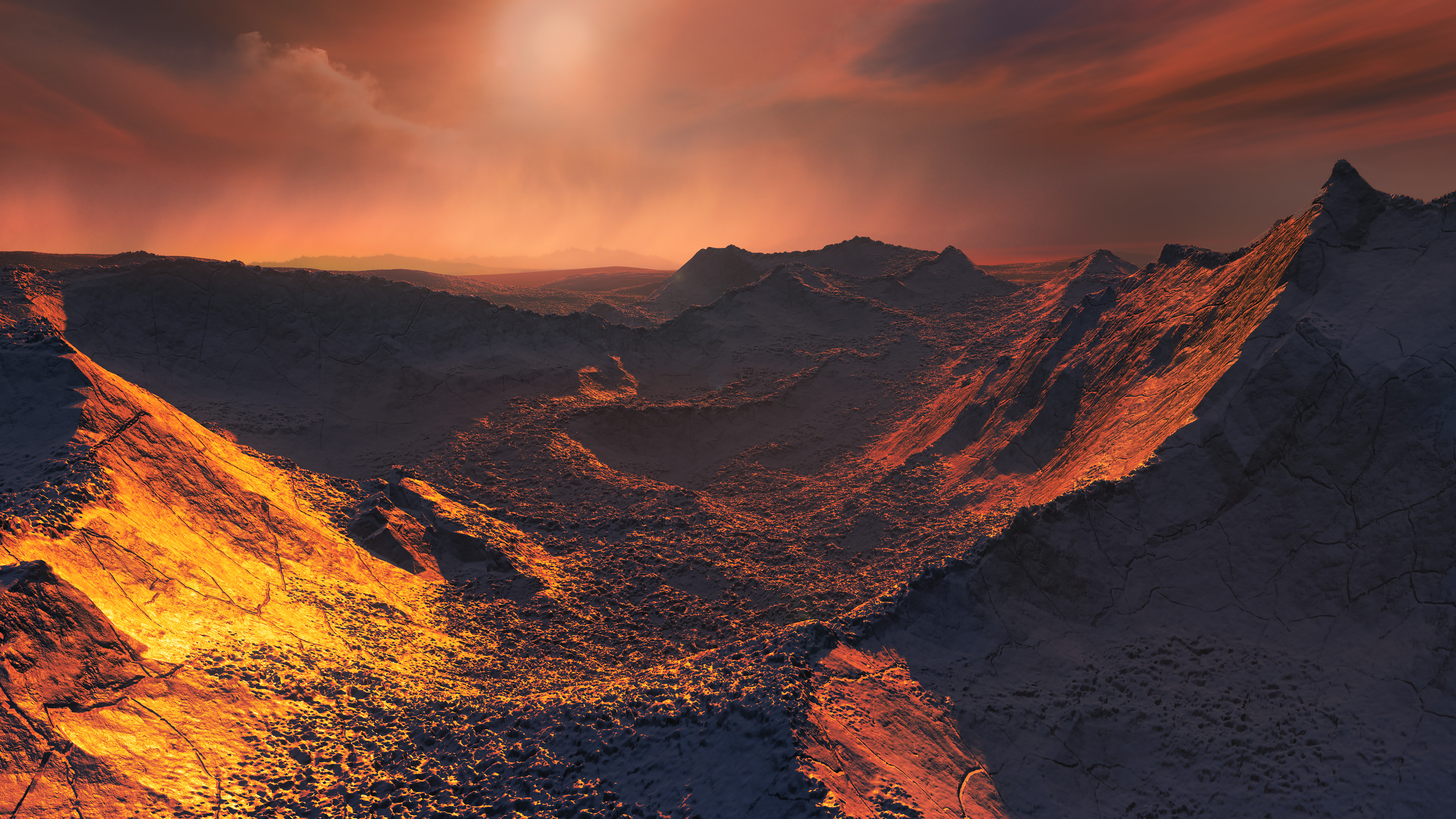
Konstnärens föreställning om Barnard b som en isplanet.

I november 2018 tillkännagav ett internationellt forskarlag upptäckten av en superjord kretsande kring stjärnan. Planeten som har kommit att kallas för Barnards stjärna b beräknas ha en massa cirka 3 gånger så stor som jorden och en temperatur på ungefär 105 K (-168 C). Den befinner sig troligen inte inom stjärnans beboeliga zon.